# Кязимовский, Мир Махмуд Алекпер оглы

Мемориальная доска на стене дома в Баку, в котором жил Мир Махмуд Кязимовский

Мир Махмуд Алекпер оглы Кязимовский (азерб. Mirmahmud Ələkbər oğlu Kazımovski) — азербайджанский актёр театра и кино, театральный деятель, драматург, Заслуженный артист Азербайджанской ССР. Отец известного азербайджанского режиссёра Рауфа Кязимовского.

## Биография
Мир Махмуд Алекпер оглы Кязимовский родился в 1882 году. Был участником театрального кружка Габиб-бека Махмудбекова. Сценическую деятельность начал в 1898 году, сыграв роль слуги в пьесе «Везир Ленкоранского ханства» Мирза Фатали Ахундова.
В 1906 году Кязимовский был одним из организаторов и членов «Бакинского мусульманского драматического общества». В годы, когда в Азербайджане не было актрис, Кязимовский часто выступал в женских ролях.
Является автором одноактных пьес, водевилей и музыкальных комедий, высмеивающих патриархально-феодальные порядки, быт дореволюционного буржуазного общества: «Дашым-дашым» (1905), «Молла Джаби» (1908), «Как понимает, так и разумеет» (1915), «Суд справедливости» (1919) и др.
Скончался Кязимовский 1 декабря 1940 года.

## Память
На стене дома в Баку, в котором жил Мир Махмуд Кязимовский (улица Ази Асланова, 11) установлена мемориальная доска.